# 羅政
羅政（1450年—？），字皆正，江西臨江府新喻縣人，軍籍，明朝政治人物。

## 生平
江西鄉試第五十五名舉人。成化二十三年（1487年）中式丁未科會試第二百六十名，三甲第七十名進士。

## 家族
曾祖羅孟俊；祖父羅時堅；父羅端鵬，母楊氏。严侍下。